# Florilegium primum
Florilegium primum est le titre d'un recueil de suites pour orchestre à cordes publié par Georg Muffat à Passau en 1695. Le titre complet en latin, verbeux selon les usages du temps est Suavioris harmoniae instrumentalis hyporchematicae florilegium primum.
L'ouvrage est dédié à l'évêque de Passau (aujourd'hui en Bavière), Johannes Philipp von Lamberg dont Muffat est le maître de chapelle depuis 1690. 
Il comprend sept suites (ici désignées comme « Fasciculus », chacune d'elles recevant un nom (latin) de vertu ou de caractère moral. Dans la préface, Muffat indique que ces pièces ont été composées à Salzbourg avant qu'il ne s'établisse à Passau et qu'elles se conforment principalement au style chorégraphique français. D'ailleurs le caractère de musique de danse est explicite dans le titre lui-même : hyporchematicus, comme le confirme Athanasius Kircher dans sa Musurgia universalis signifie chorégraphique. 
Bien que de tradition française, ces suites ne suivent pas l'ordre habituel : Allemande, Courante, Sarabande, Gigue. Dans la préface, Muffat donne des indications très précises concernant l'exécution correcte des danses françaises, notamment au niveau des tempos, de l'ornementation et de la technique des coups d'archet acquise auprès de Lully - ces indications fournissent des informations précieuses de nos jours pour l'interprétation des œuvres de cette époque.

## Structure
- Fasciculus I (Eusebia) 
  - Ouverture, allegro - Air - Sarabande - Gigue I - Gavotte - Gigue II - Menuet
- Fasciculus II (Sperantis gaudia) 
  - Ouverture, presto - Balet - Bourrée - Rondeau - Gavotte - Menuet I & II
- Fasciculus III (Gratitudo) 
  - Ouverture, allegro - Balet - Air - Bourrée - Gigue - Gavotte - Menuet
- Fasciculus IV (Impatientia) 
  - Symphonie, grave, presto - Balet - Canaries - Gigue - Sarabande - Bourrée - Chaconne
- Fasciculus V (Sollicitudo) 
  - Ouverture, allegro - Allemande - Air - Gavotte - Menuet I & II - Bourrée
- Fasciculus VI (Blanditiae) 
  - Ouverture, presto - Sarabande - Bourrée - Chaconne - Gigue - Menuet - Echo
- Fasciculus VII (Constantia) 
  - Air grave - Entrée des Fraudes - Entrée des Insultes, alla breve e presto, allegro - Gavotte - Bourrée - Menuet I & II - Gigue

## Discographie
- Florilegium primum - Ars Antiqua Austria, dir. Gunar Letzbor (octobre 2000, Pan Classics / Symphonia) (OCLC 971654113)